# Eriborus australis
Eriborus australis är en stekelart som först beskrevs av Kusigemati 1981.  Eriborus australis ingår i släktet Eriborus och familjen brokparasitsteklar. Inga underarter finns listade i Catalogue of Life.